# Gerüstsilikate

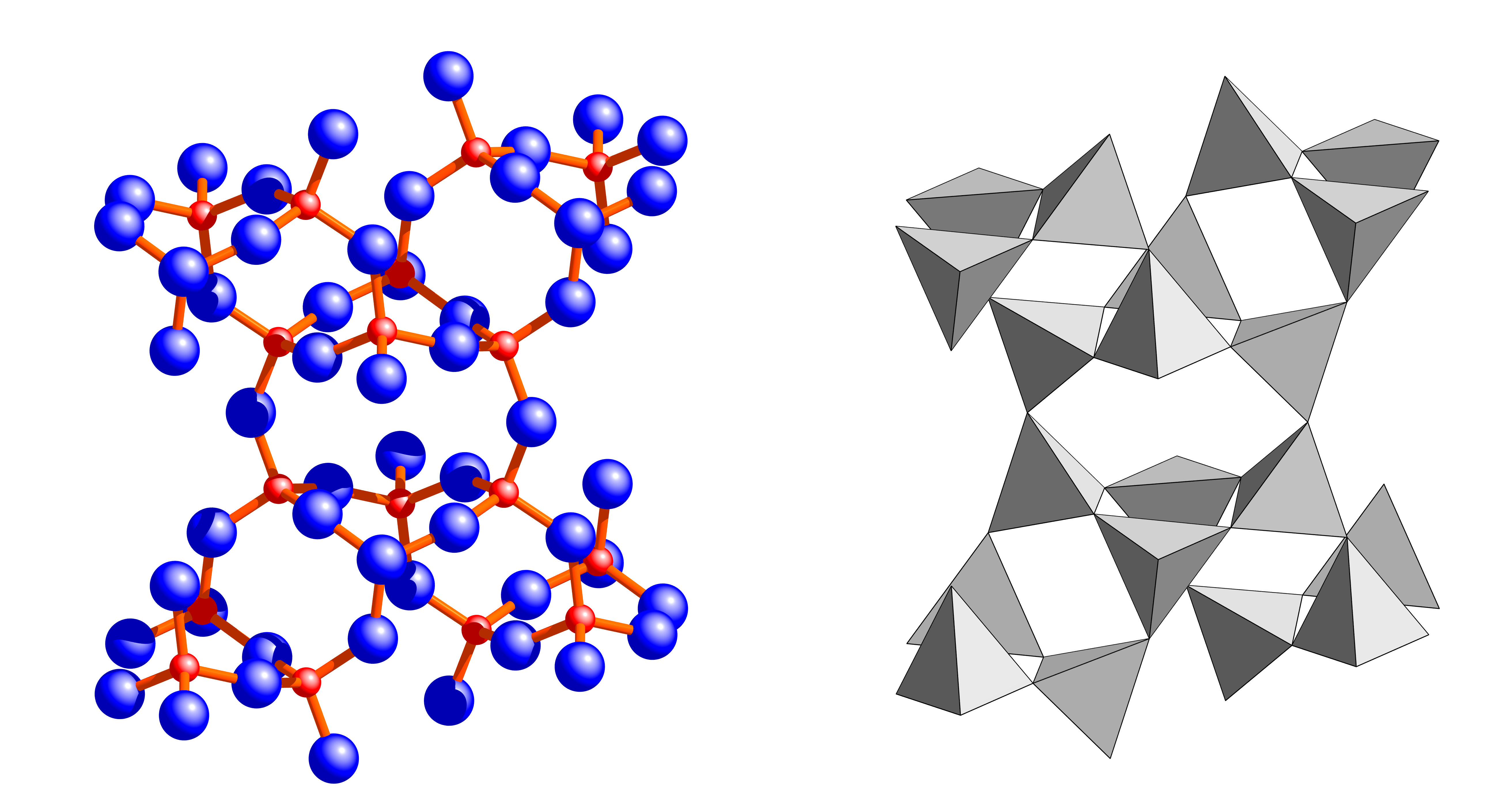
Silikatgerüst des Orthoklas (Blickrichtung entlang der c-Achse): Darstellung der Atome links (rot: Si, blau: O) und der sich daraus ergebenden Silikattetraeder (rechts).

Als Gerüstsilikate (Tektosilikate) bezeichnet man Silikate, deren Anionen aus einem Gerüst eckenverknüpfter  SiO4- und AlO4-Tetraeder bestehen.
Zu dieser Abteilung der Silikate zählen mit den Feldspäten und Feldspatvertretern (z. B. Nephelin, Leucit) die häufigsten Minerale der Erdkruste. Die technisch wichtigen und auch in der Natur verbreiteten Minerale der Zeolithgruppe sind, mit wenigen Ausnahmen, ebenfalls Gerüstsilikate.
Die Silikatgerüste umschließen größere Hohlräume, in denen große Kationen wie Ammonium ([NH4]+), Na+, K+, Cs2+, Ca2+, Ba2+, Sr2+ oder auch Moleküle wie Wasser oder Komplexanionen wie Sulfat (SO42−) Platz finden. Aufgrund ihrer meist lockeren Struktur zeichnen sich die  Gerüstsilikate durch eine geringe Dichte, Lichtbrechung und mittlere Mohs-Härte (4–6) aus.
Viele der Alumosilikatgerüste sind von weiten, offenen Kanälen durchzogen (Zeolithe), die z. B.Wasser oder Kationen aufnehmen und abgeben können, ohne dass das Silikatgerüst instabil wird. Darauf basiert die technische Anwendung dieser Minerale als Ionentauscher oder Molekularsiebe.

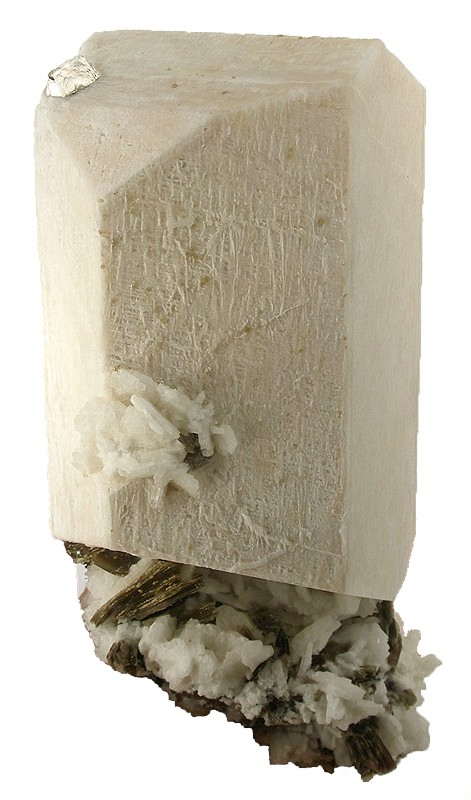
Feldspat
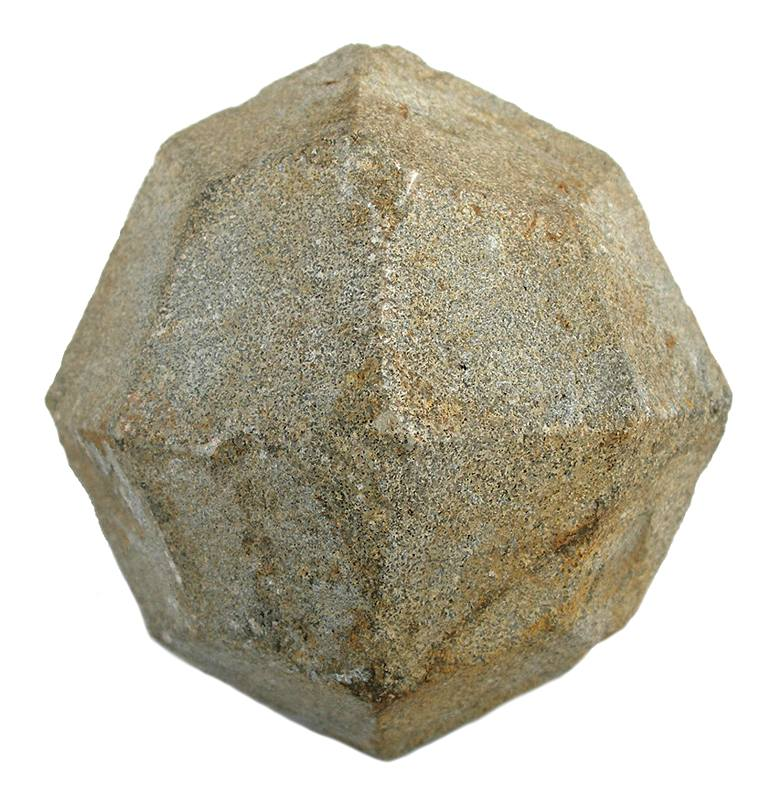
Leucit
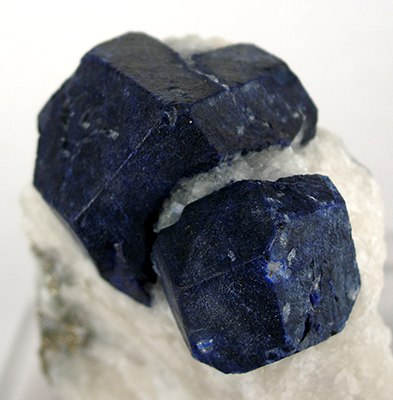
Lasurit
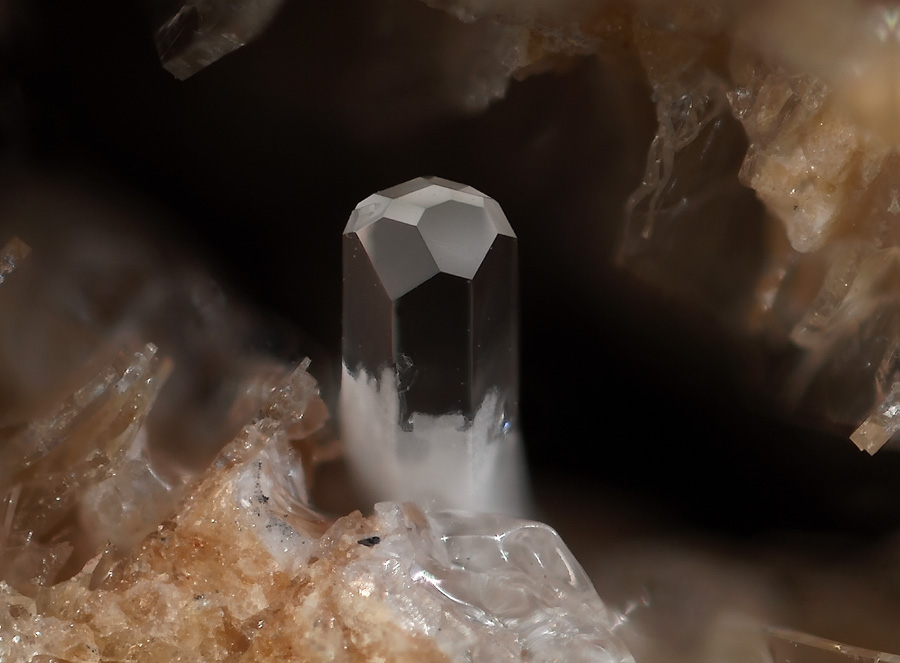
Nosean
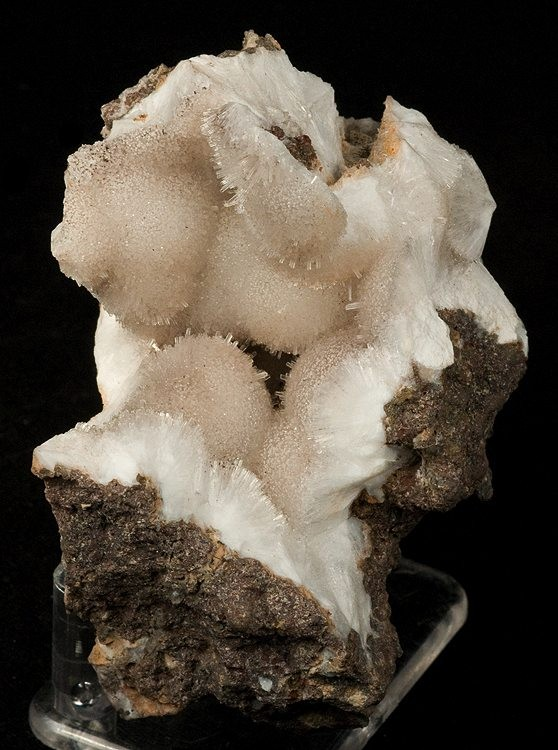
Natrolith
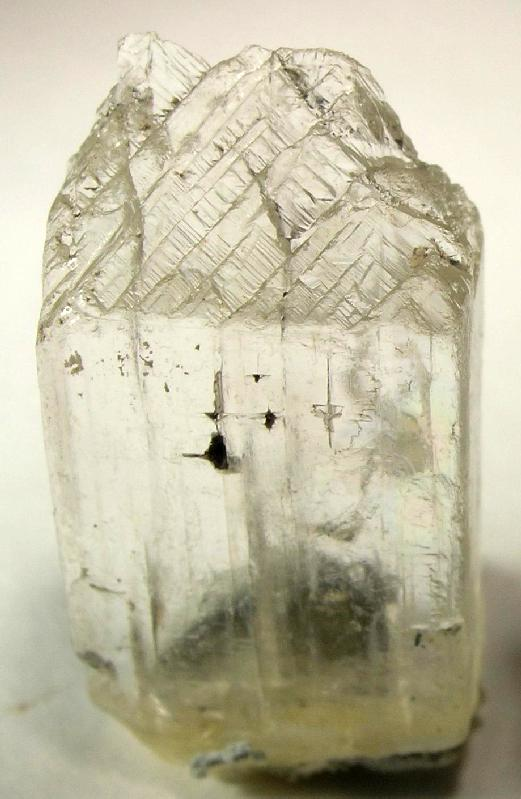
Edingtonit

## Klassifikation

### Nach Liebau
Die Klassifikation von Liebau behandelt die Gerüstsilikate als eine Verknüpfung von Silikatketten zu Gerüsten, die in drei Dimensionen unbegrenzt sind und unterteilt die Gerüstsilikate anhand der Periodizität und Verzweigung der Silikatketten, die die Schichten aufbauen.
Periodizität:
Sie gibt an, nach wie vielen Silikatkettengliedern (SiO4- Tetraeder) sich der Aufbau einer Kette wiederholt.
Verzweigung:
Sie gibt an, ob von einer Silikatkette weitere SiO4- Tetraeder abzweigen. Man unterscheidet zwischen offen verzweigten Silikatketten und zyklisch verzweigten Silikatketten, bei denen die von der Kette abzweigenden SiO4- Tetraeder geschlossene Ringe formen.

### Nach Strunz

Sililkatgerüst des Nephelin
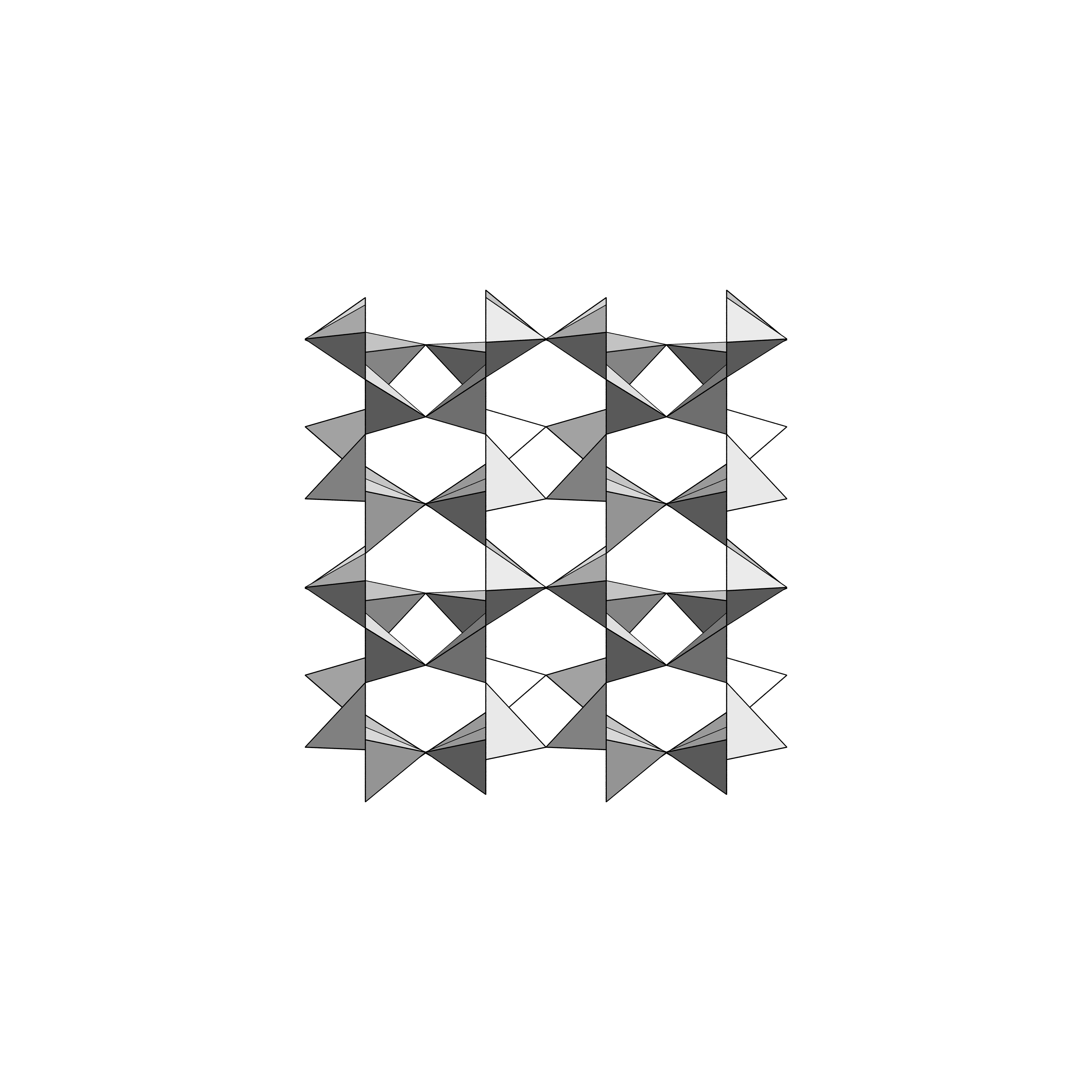
Blick entlang der a-Achse
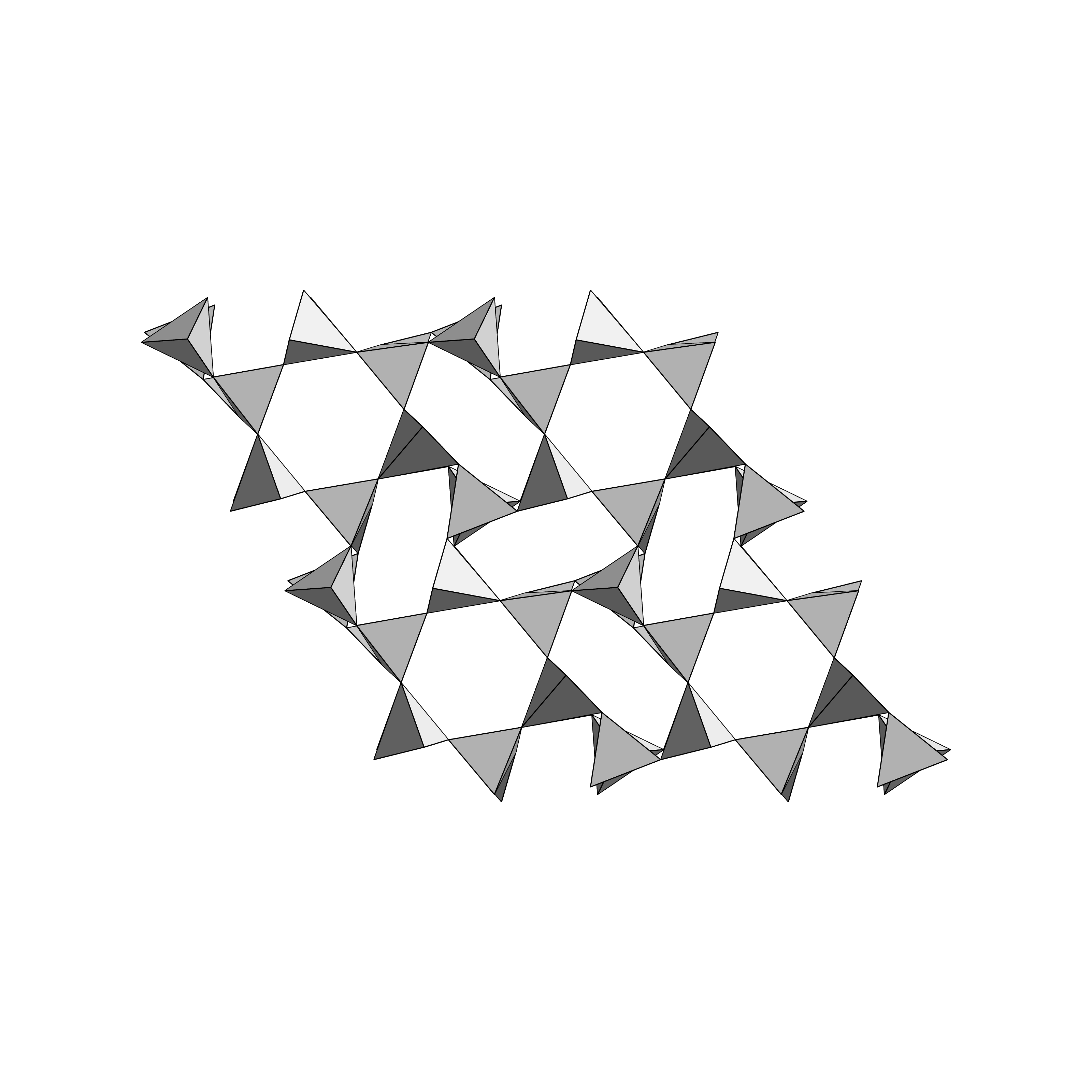
Blick entlang der c-Achse

Sililkatgerüst des Orthoklas
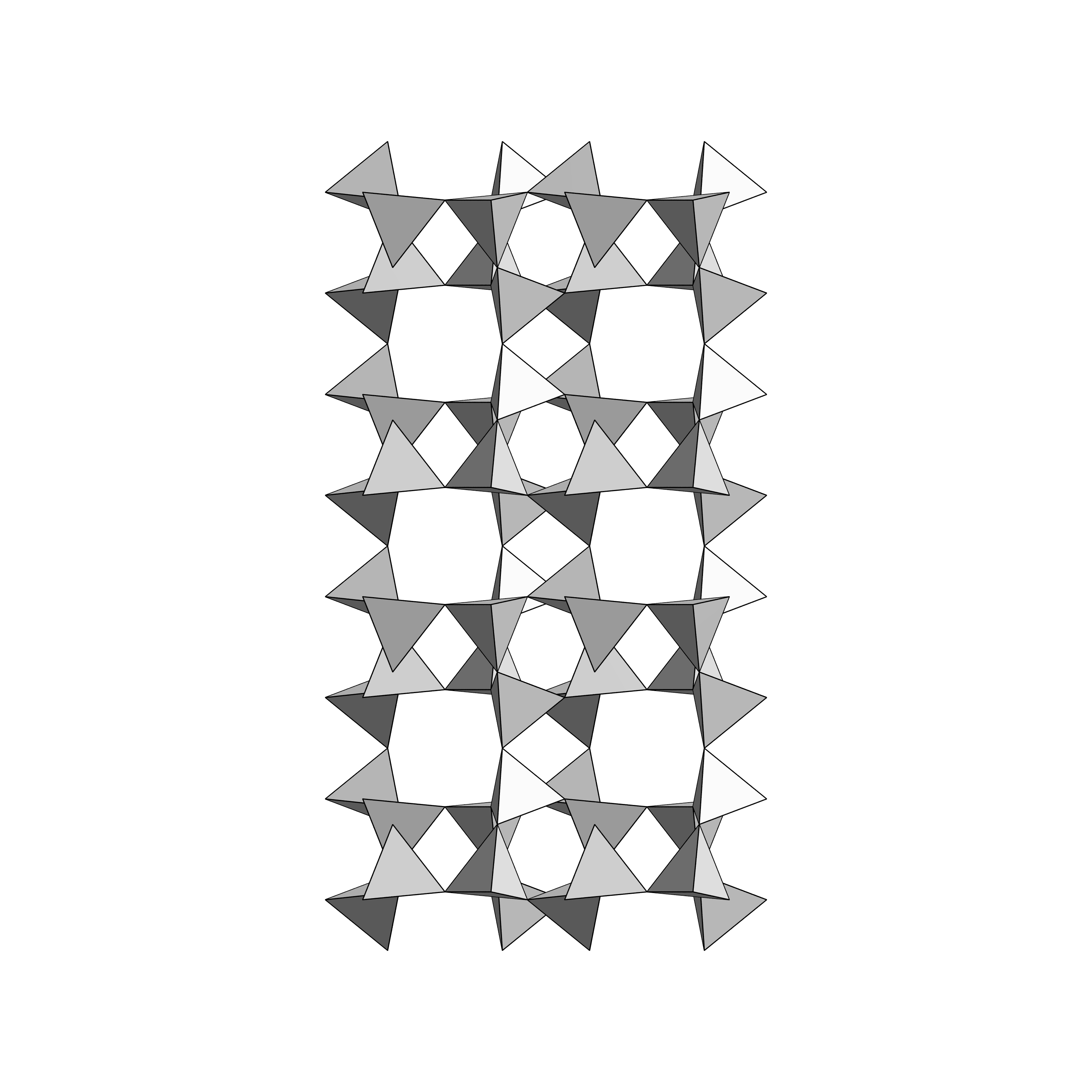
Blick entlang der a-Achse
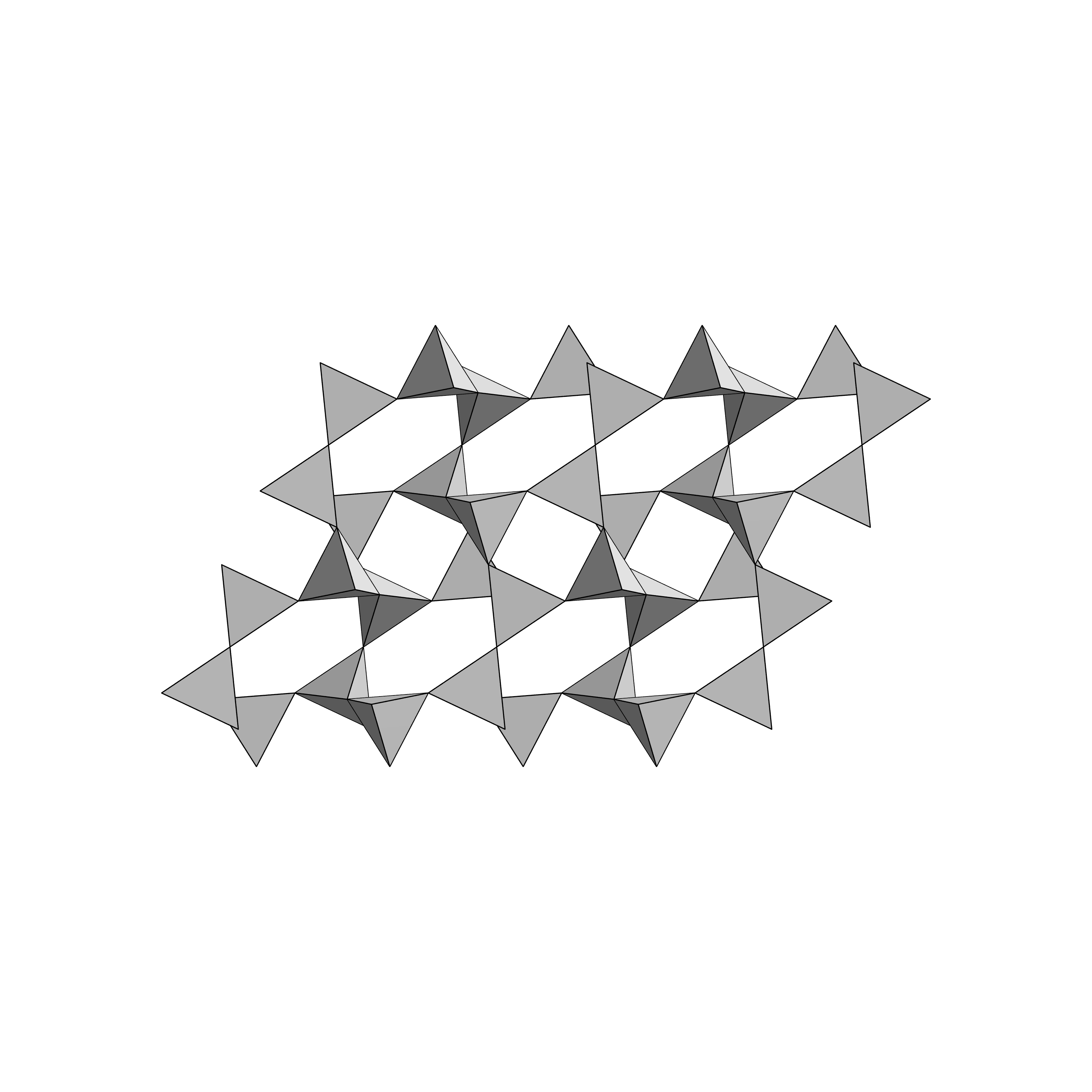
Blick entlang der b-Achse
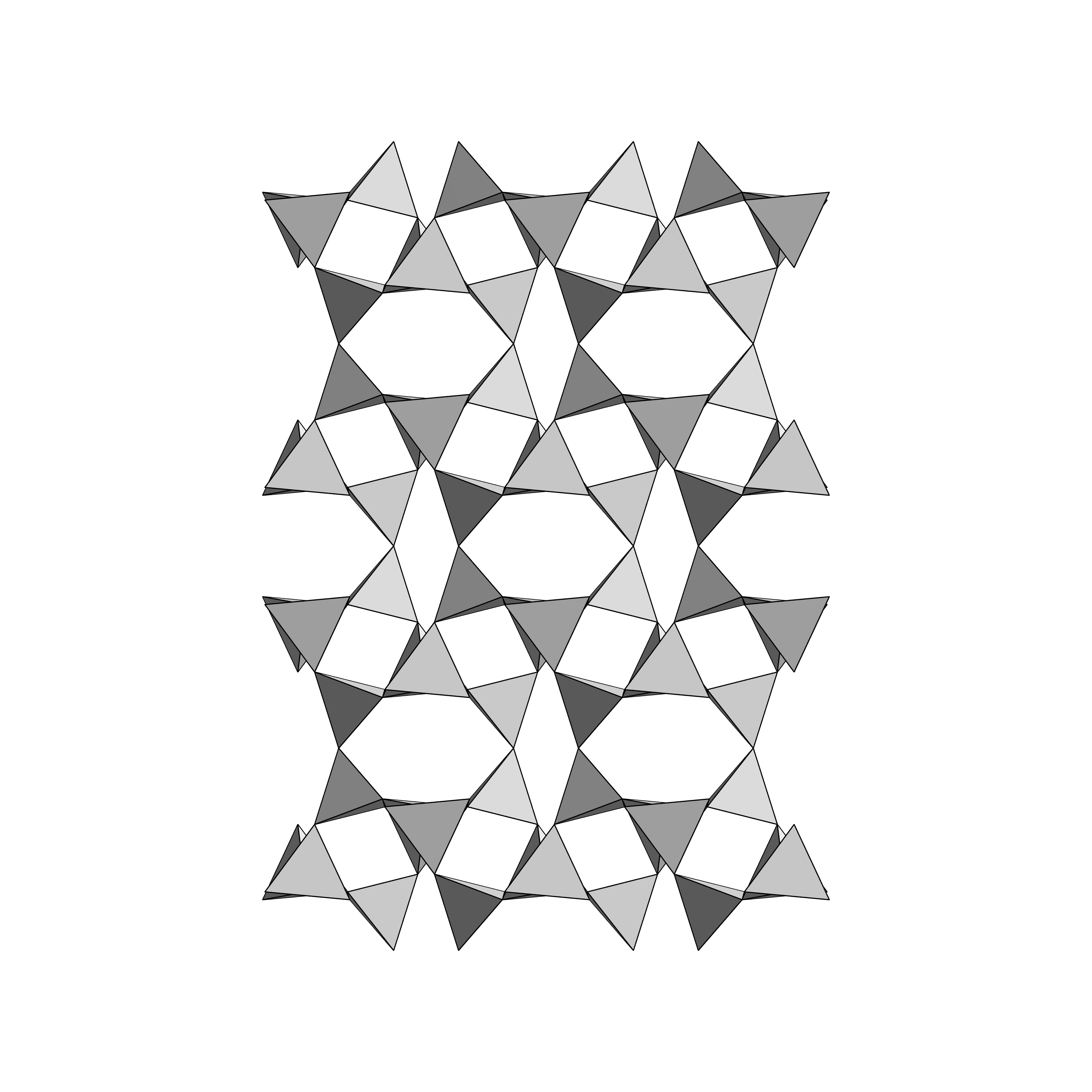
Blick entlang der c-Achse

Ebenso wie bei den Schichtsilikaten übernimmt die Strunz’sche Klassifikation der Gerüstsilikate nicht die Nomenklatur und Kriterien von Liebau. Die Strunz’sche Systematik unterteilt die Gerüstsilikate anhand des Einbaus von zeolithischen Wasser in die Struktur in die Abteilungen
- „Gerüstsilikate (Tektosilikate) ohne zeolithisches H2O“ (9F)
- „Gerüstsilikate (Tektosilikate) mit zeolithischem H2O“ (9G).

Die weitere Einteilung erfolgt anhand der Größe und Verknüpfung der Silikatringe, aus denen sich die Silikatgerüste zusammensetzen, sowie dem Auftreten weiterer Anionen.

#### 9.F Gerüstsilikate (Tektosilikate) ohne zeolithisches H2O
9.FA Gerüstsilikate (Tektosilicates) ohne weitere Anionen
- 9.FA.05 Nephelin-Gruppe
- 9.FA.10 Malinkoit-Gruppe
- 9.FA.15 Virgilit-Gruppe
- 9.FA.25 Lisitsynit-Gruppe
- 9.FA.30 Feldspat: Alkali
- 9.FA.35 Feldspat: Plagioklas
- 9.FA.40 Paracelsian-Gruppe
- 9.FA.45 Svyatoslavit-Gruppe
- 9.FA.50 Slawsonit
- 9.FA.55 Lisetit-Gruppe
- 9.FA.60 Stronalsit-Gruppe
- 9.FA.65 Danburit-Gruppe
- 9.FA.70 Lingunit
- 9.FA.75 Kumdykolit

9.FB Gerüstsilikate (Tektosilicates) mit weiteren Anionen

Sililkatgerüst des Cancrinit
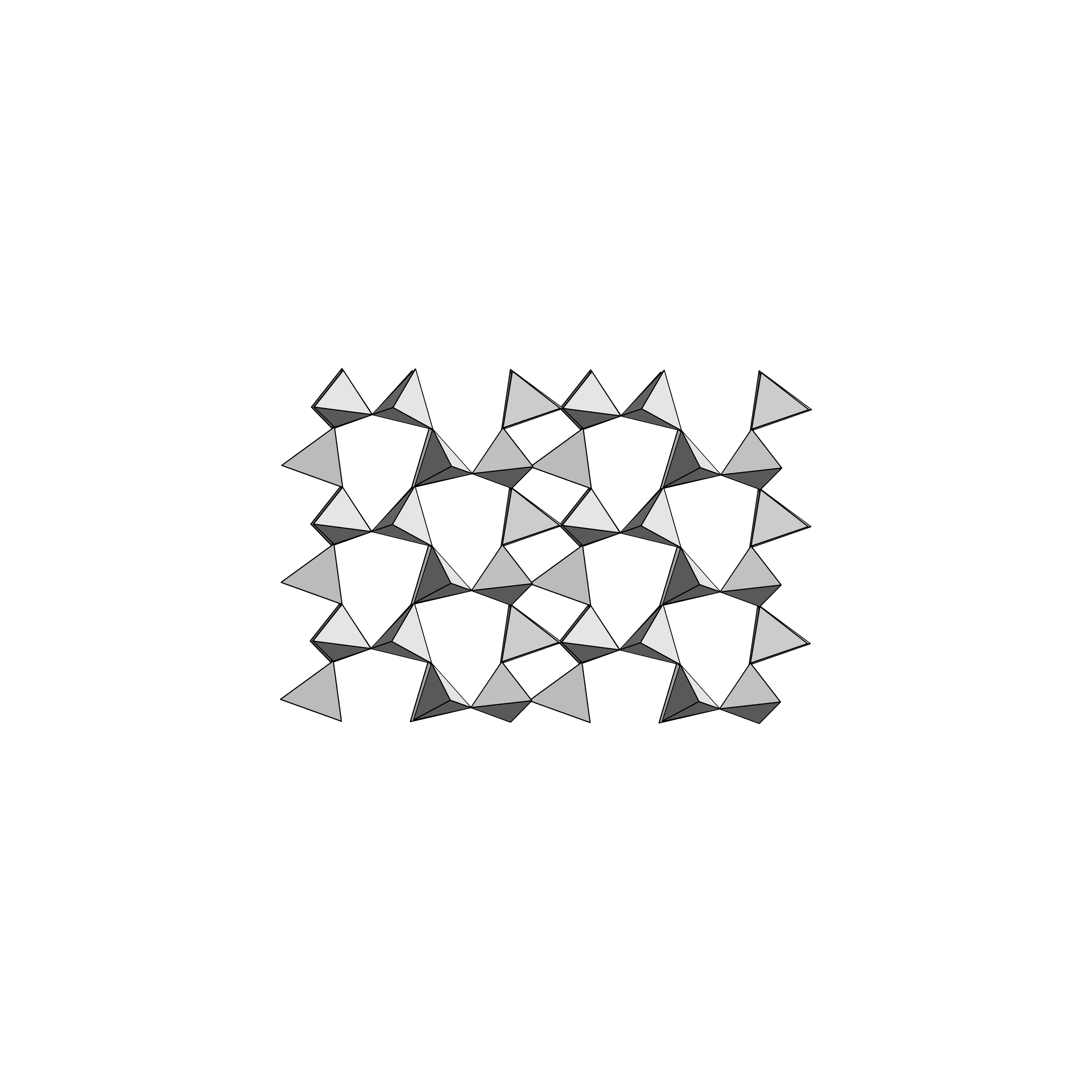
Blick entlang der a-Achse
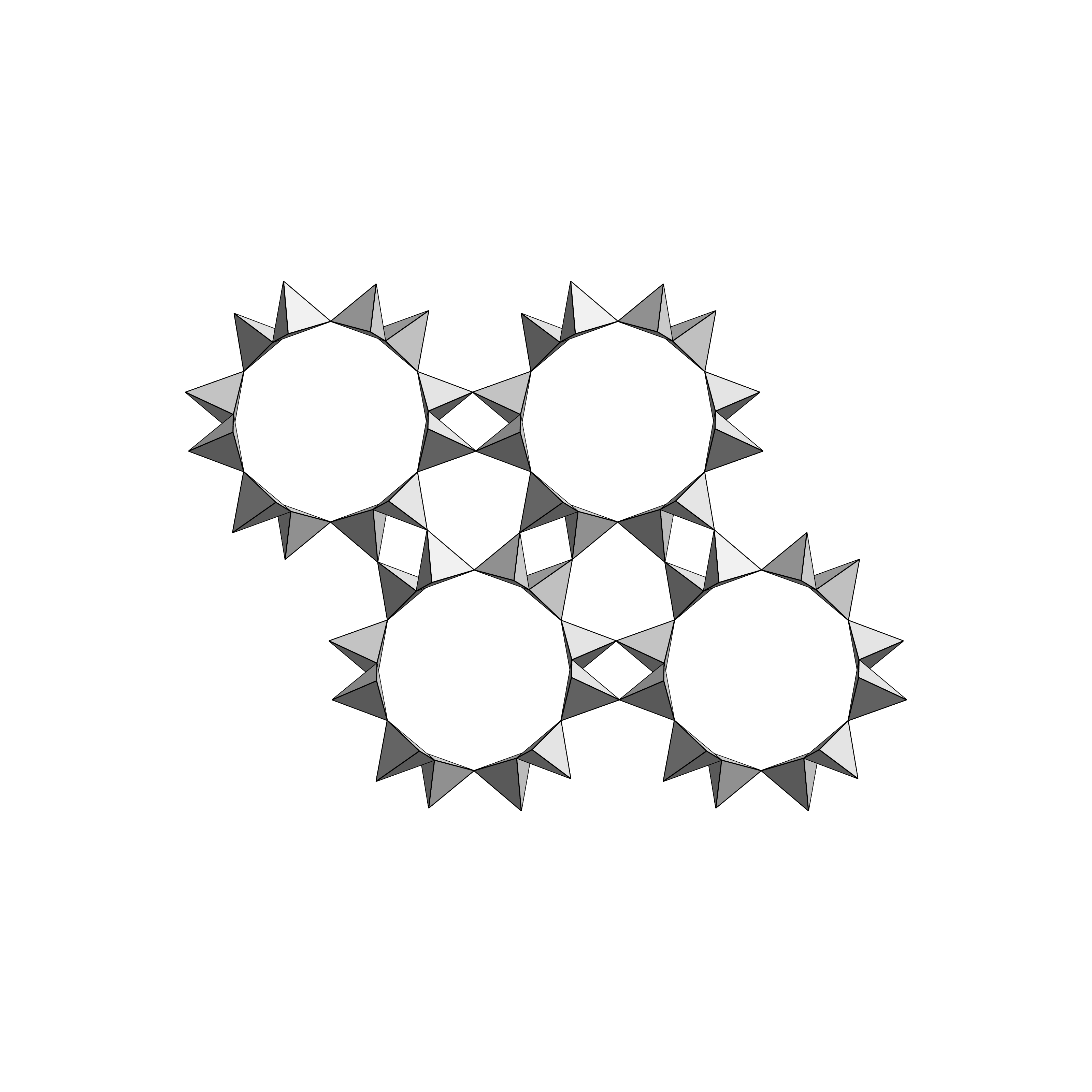
Blick entlang der c-Achse

- 9.FB.05 Cancrinit-Gruppe
- 9.FB.10 Sodalith-Gruppe
- 9.FB.15

#### 9.G Gerüstsilikate (Tektosilikate) mit zeolithischem H2O; Familie der Zeolithe

Sililkatgerüst des Natrolith
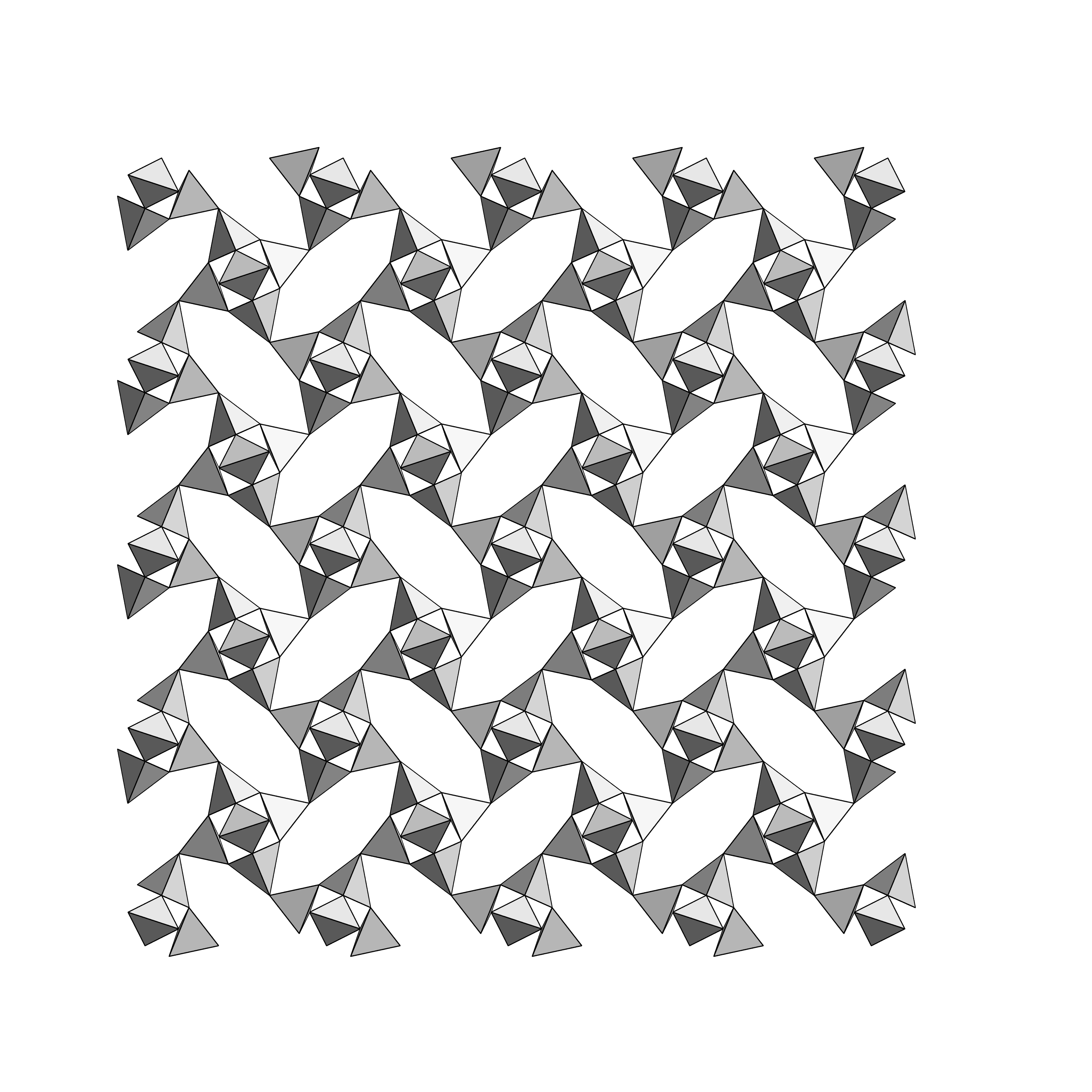
Blick entlang der c-Achse
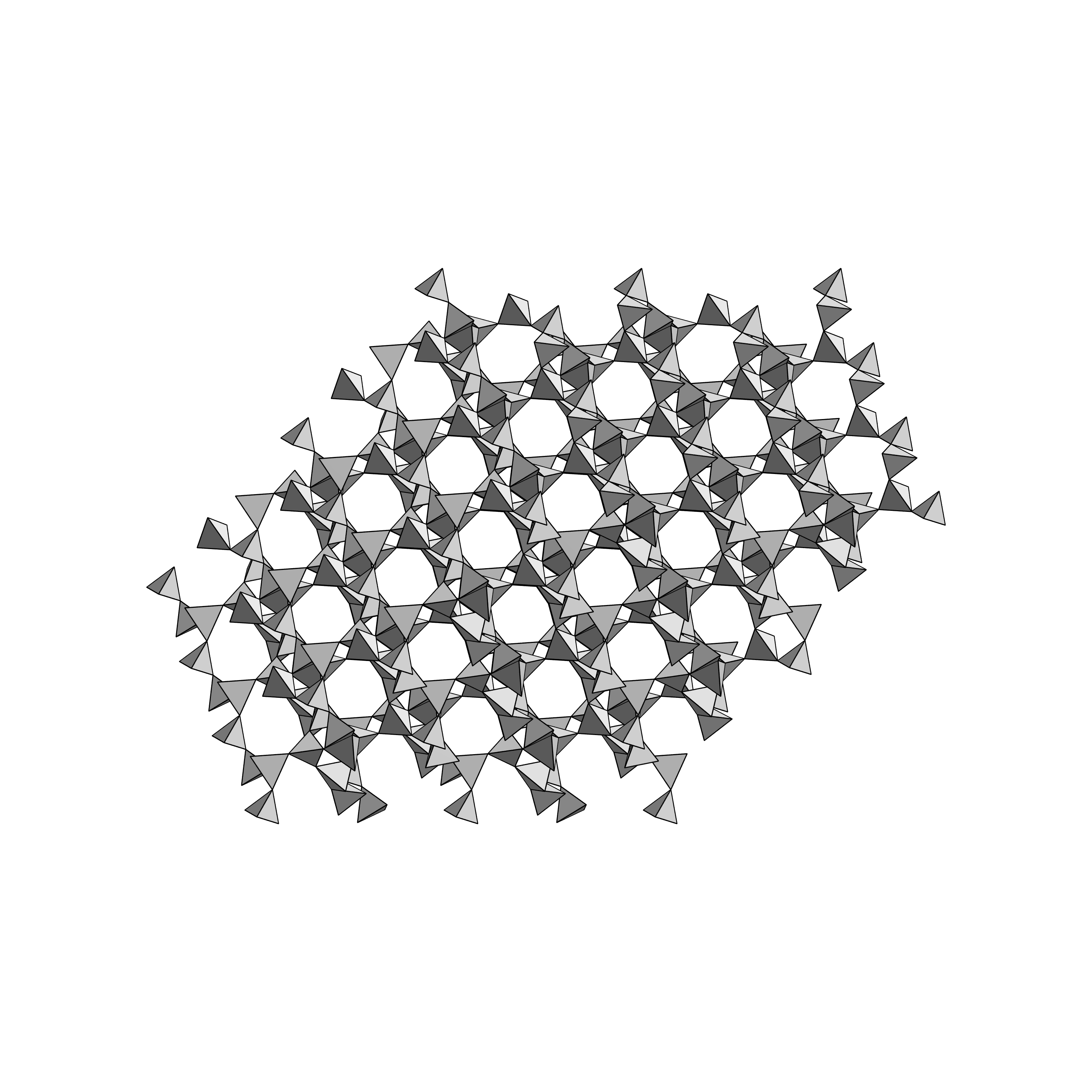
Blick entlang Kanälen aus 6-er Ringen
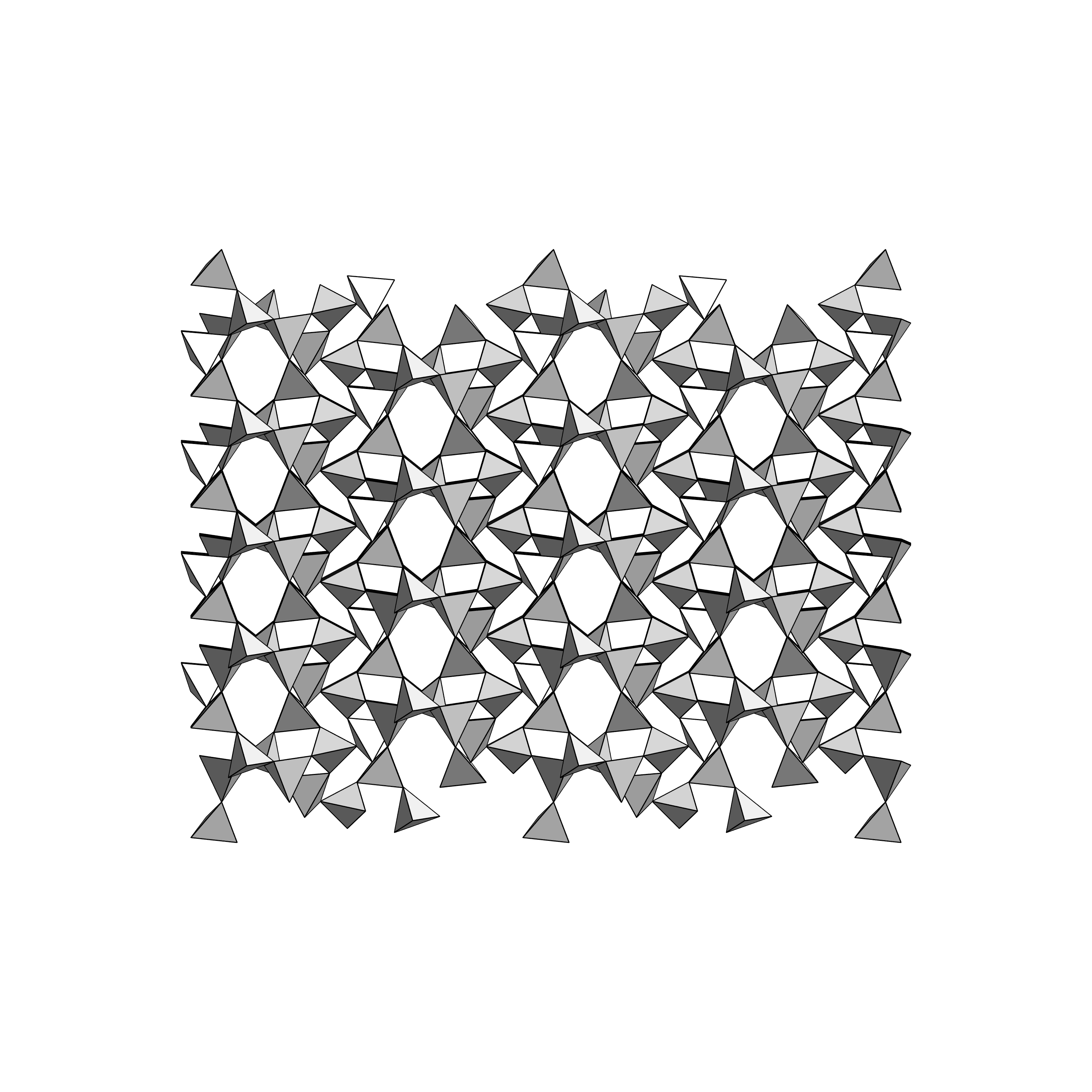

9.GA Zeolithe mit vierer-Ring Ketten über ein fünftes Si verbunden
- 9.GA.05 Natrolith-Gruppe
- 9.GA.10 Thomsonit-Gruppe
- 9.GA.15 Edingtonit-Gruppe

9.GB Ketten von einfach verbundenen vierer-Ringen

Sililkatgerüst des Analcim
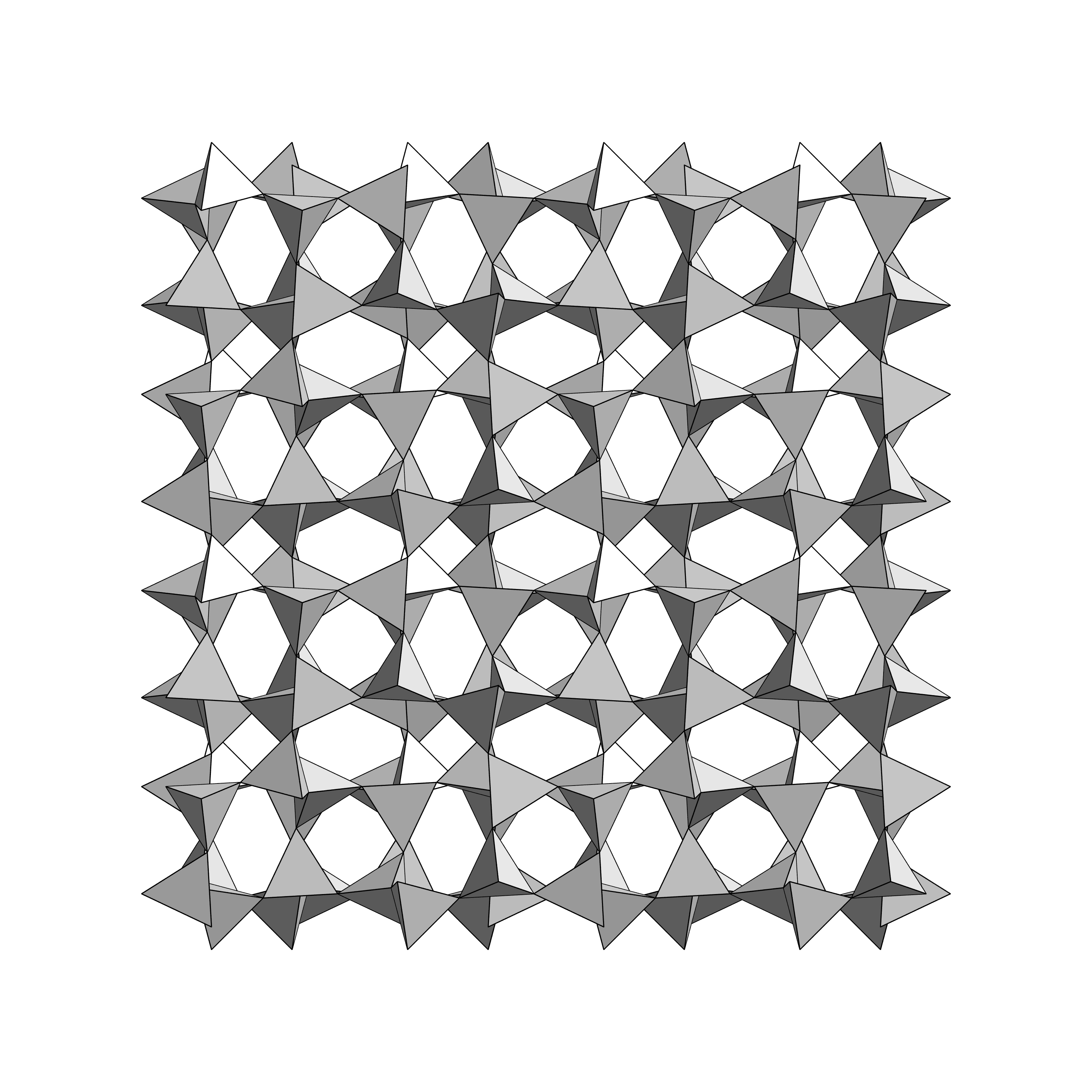
Blick entlang der c-Achse
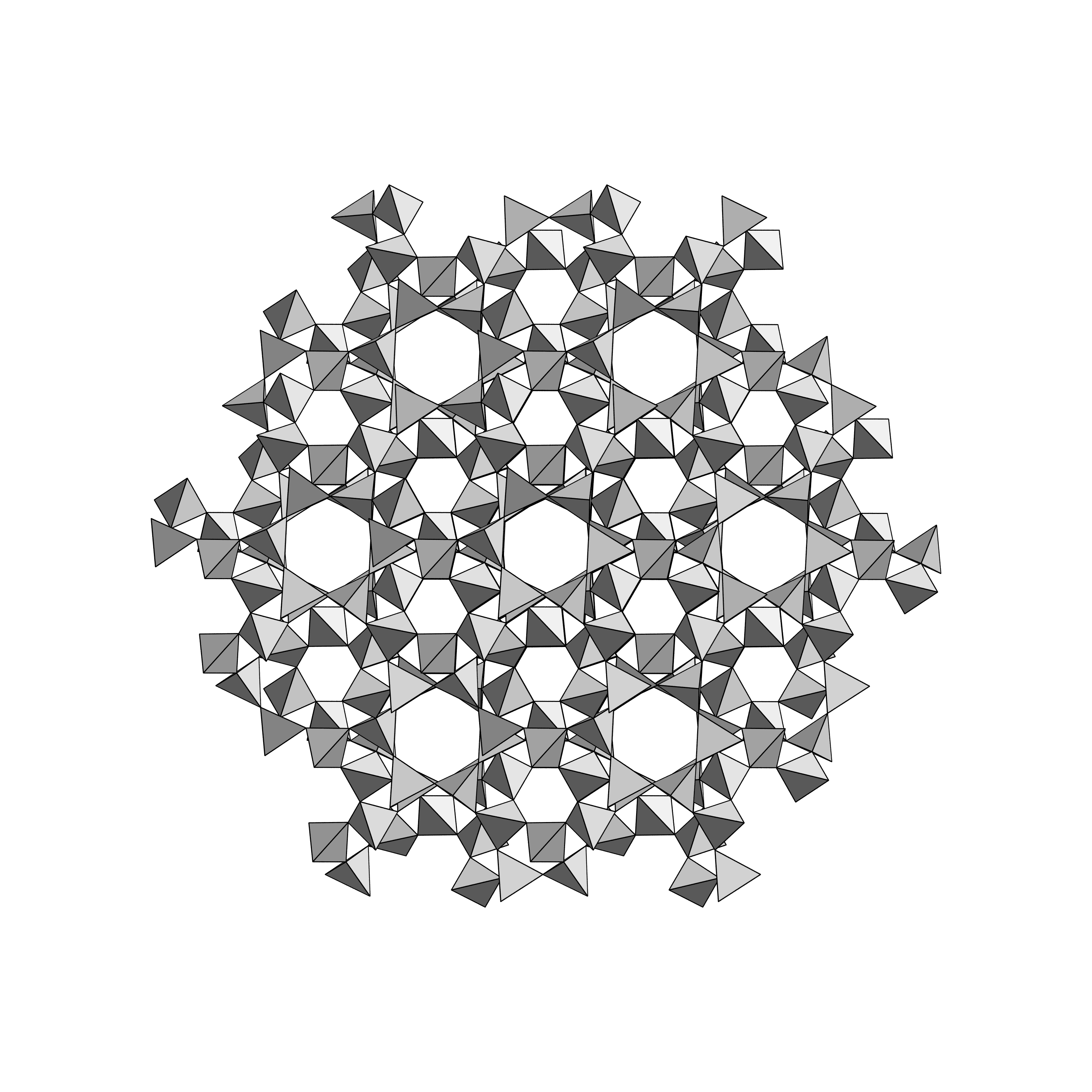
Blick entlang Kanälen aus 6-er Ringen

- 9.GB.05 Analcim-Gruppe
- 9.GB.10 Laumontit-Gruppe
- 9.GB.15 Yugawaralith-Gruppe
- 9.GB.20 Roggianit-Gruppe
- 9.GB.25 Goosecreekit-Gruppe
- 9.GB.30 Montesommait-Gruppe
- 9.GB.35 Parthéit-Gruppe

9.GC Ketten doppelt verbundener vierer-Ringe

Sililkatgerüst des Phillipsit (9.GC.10)
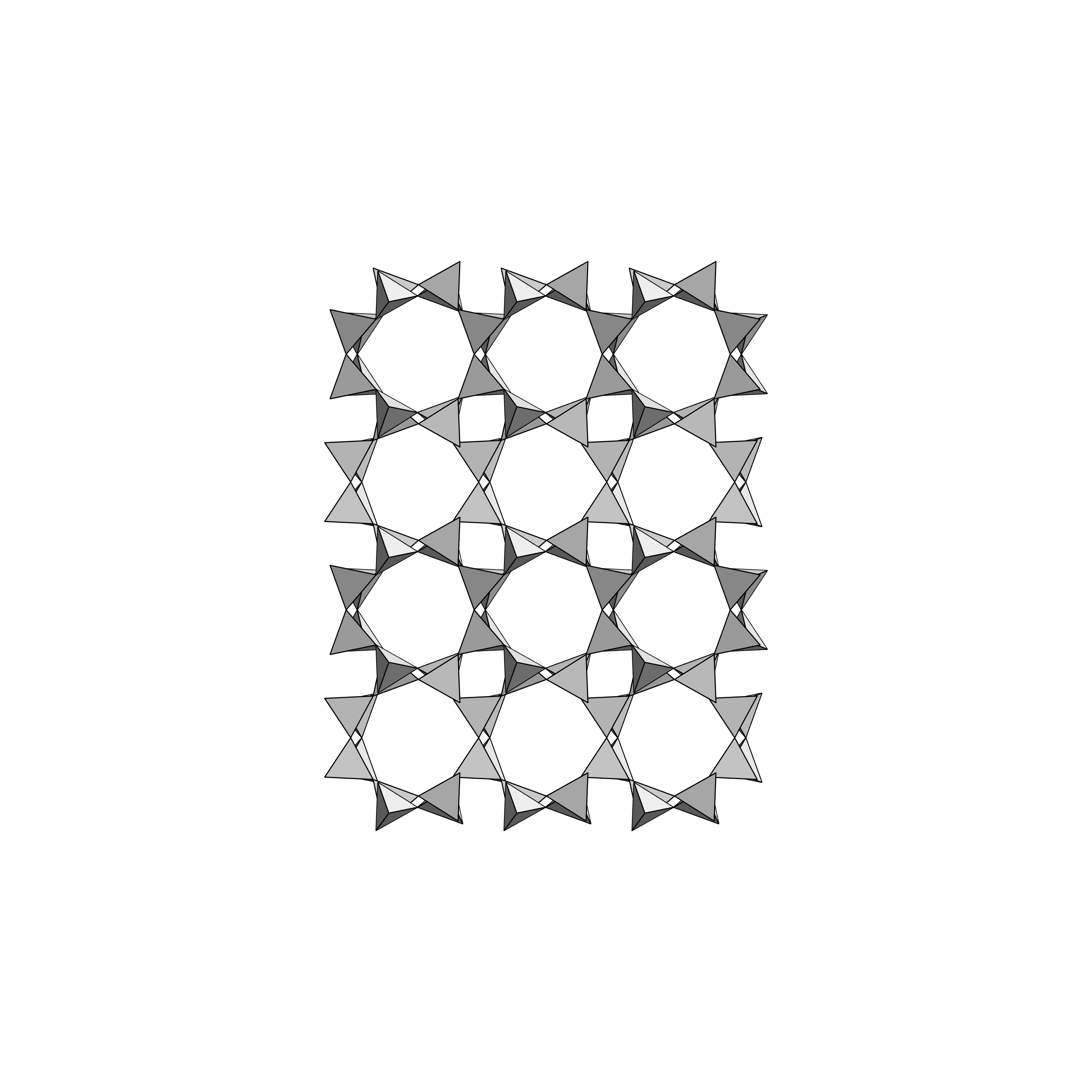
Blick entlang der a-Achse
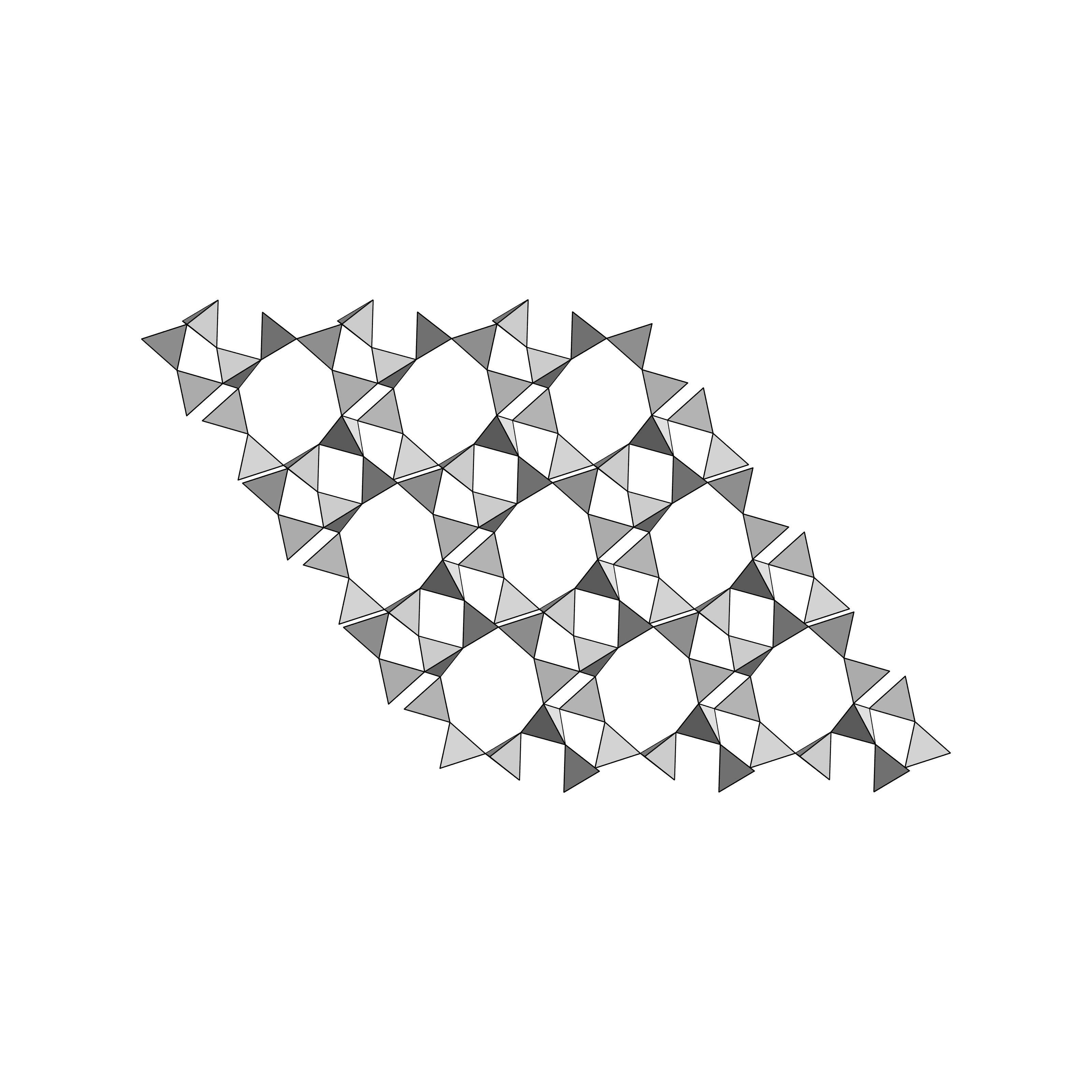
Blick entlang der b-Achse
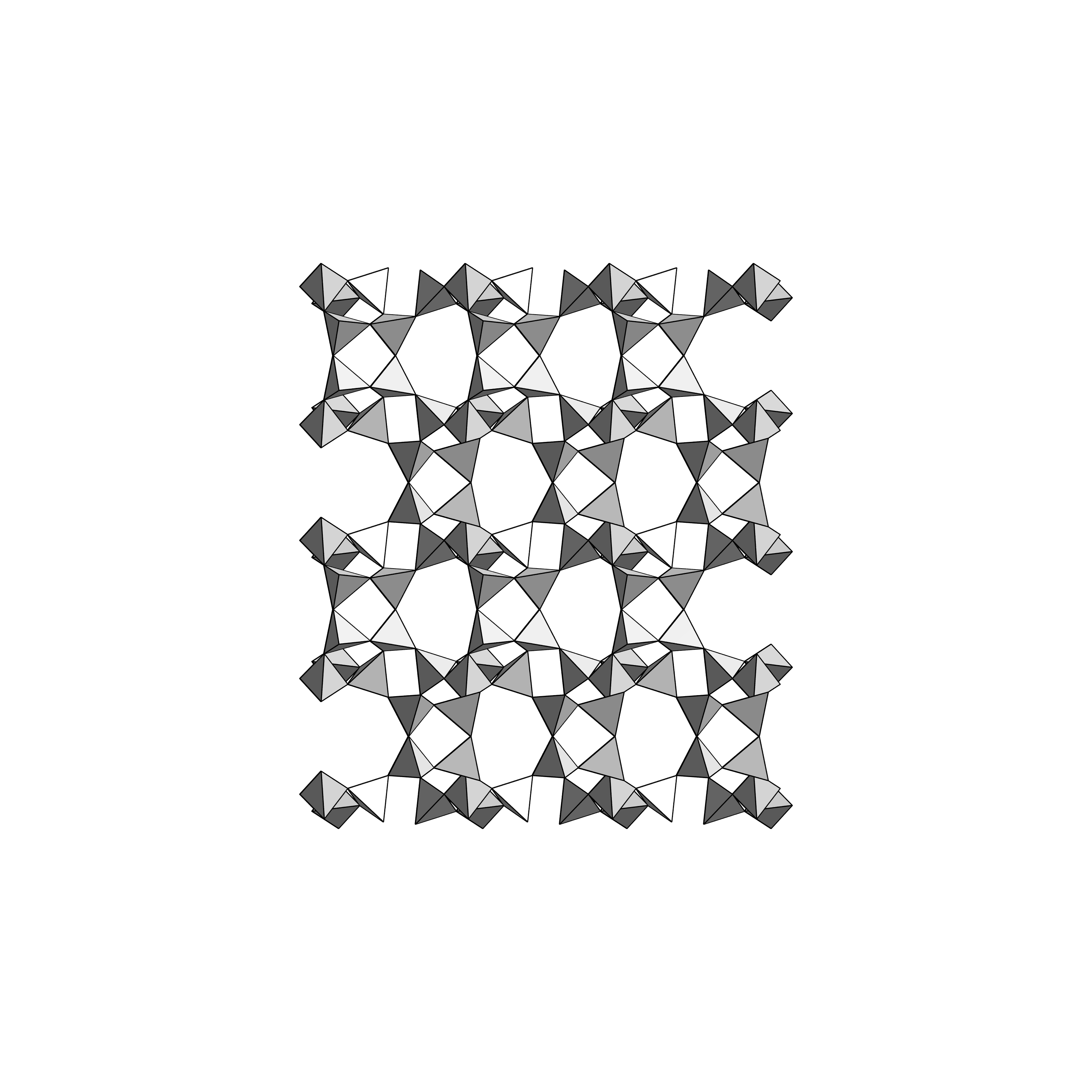
Blick entlang der c-Achse

- 9.GC.05 Gismondin-Gruppe
- 9.GC.10
- 9.GC.15 Merlinoit-Gruppe
- 9.GC.20
- 9.GC.25 Perlialit-Gruppe
- 9.GC.30 Boggsit-Gruppe
- 9.GC.35

9.GD Ketten von fünfer-Ringen

Sililkatgerüst des Lévyn
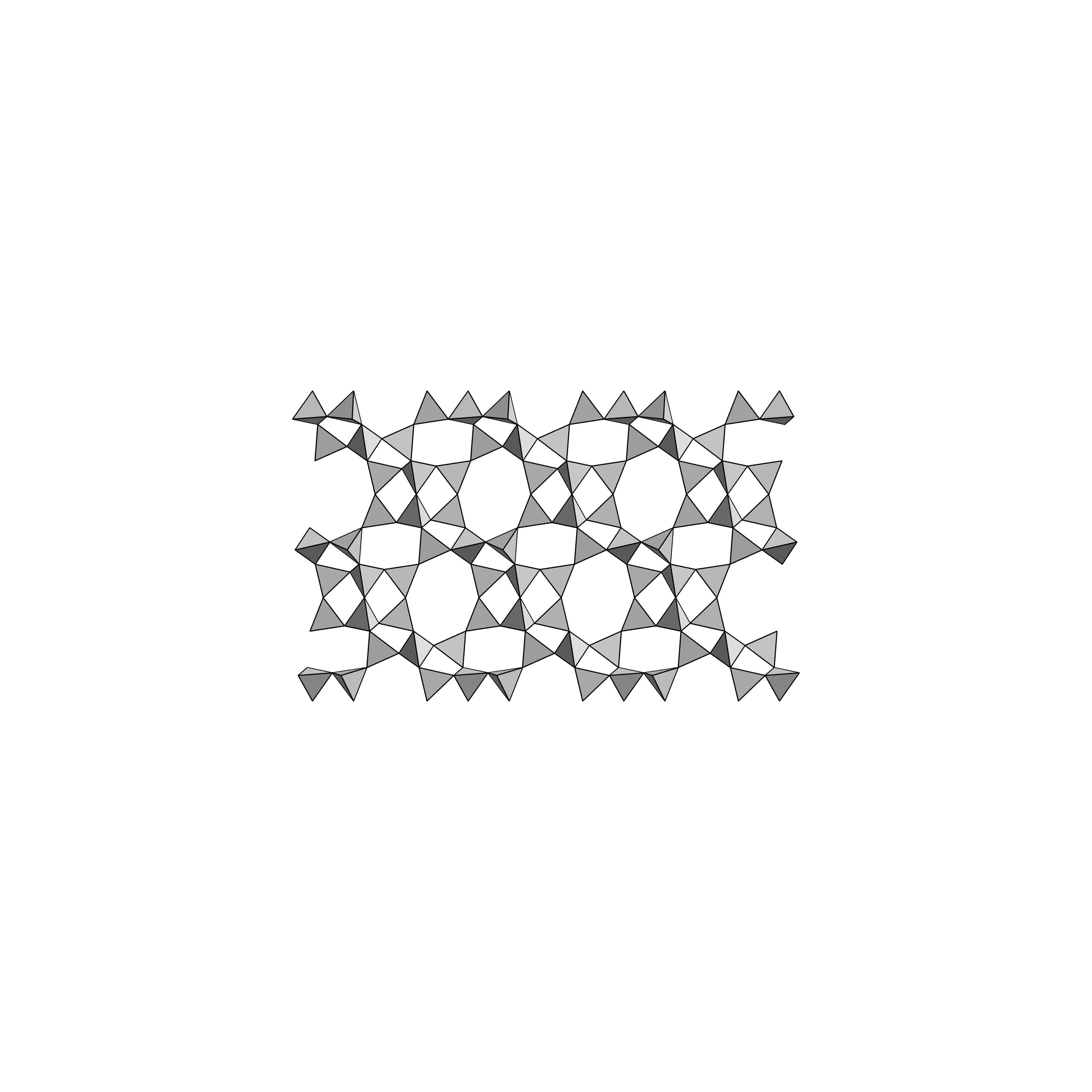
Blick entlang der a-Achse
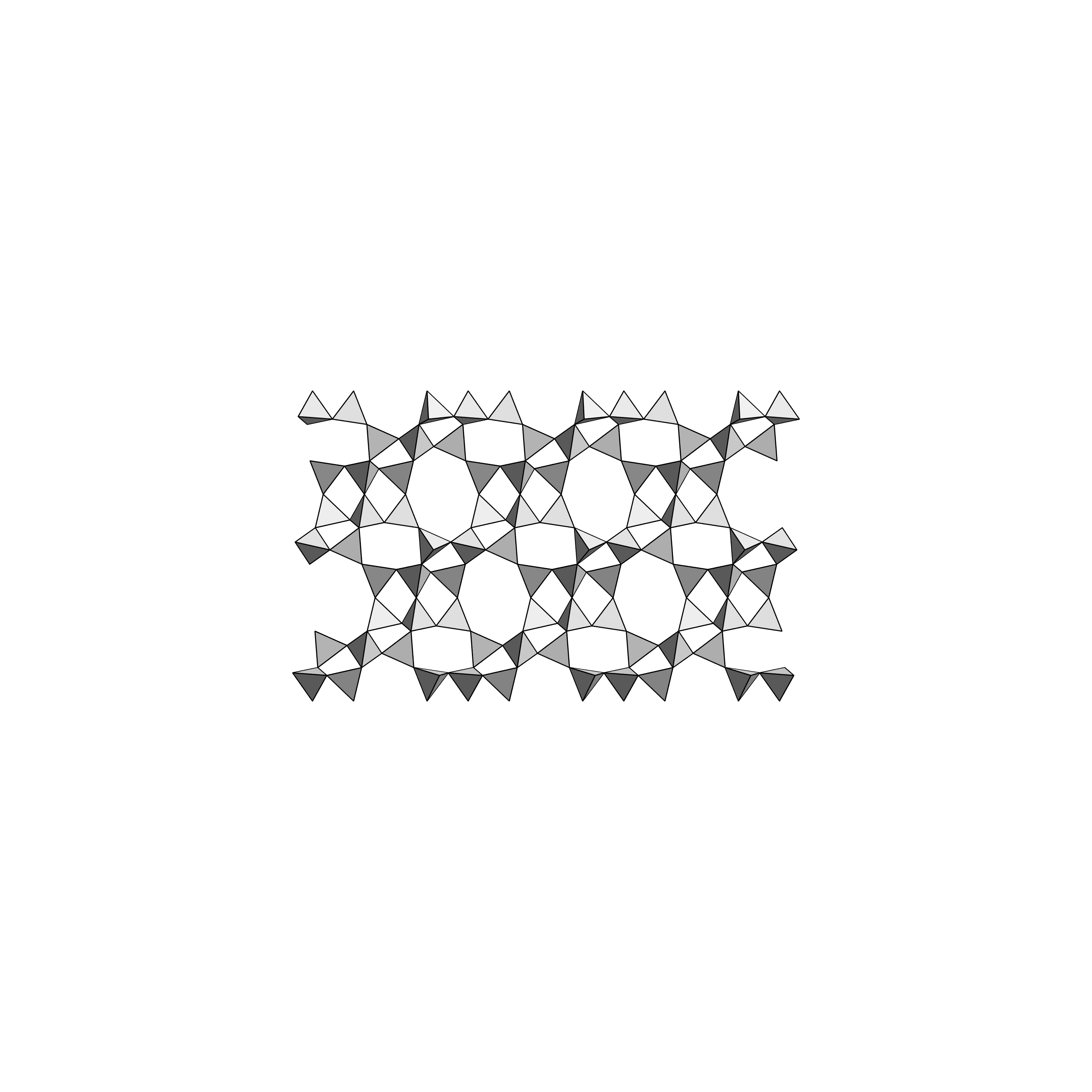
Blick entlang der b-Achse
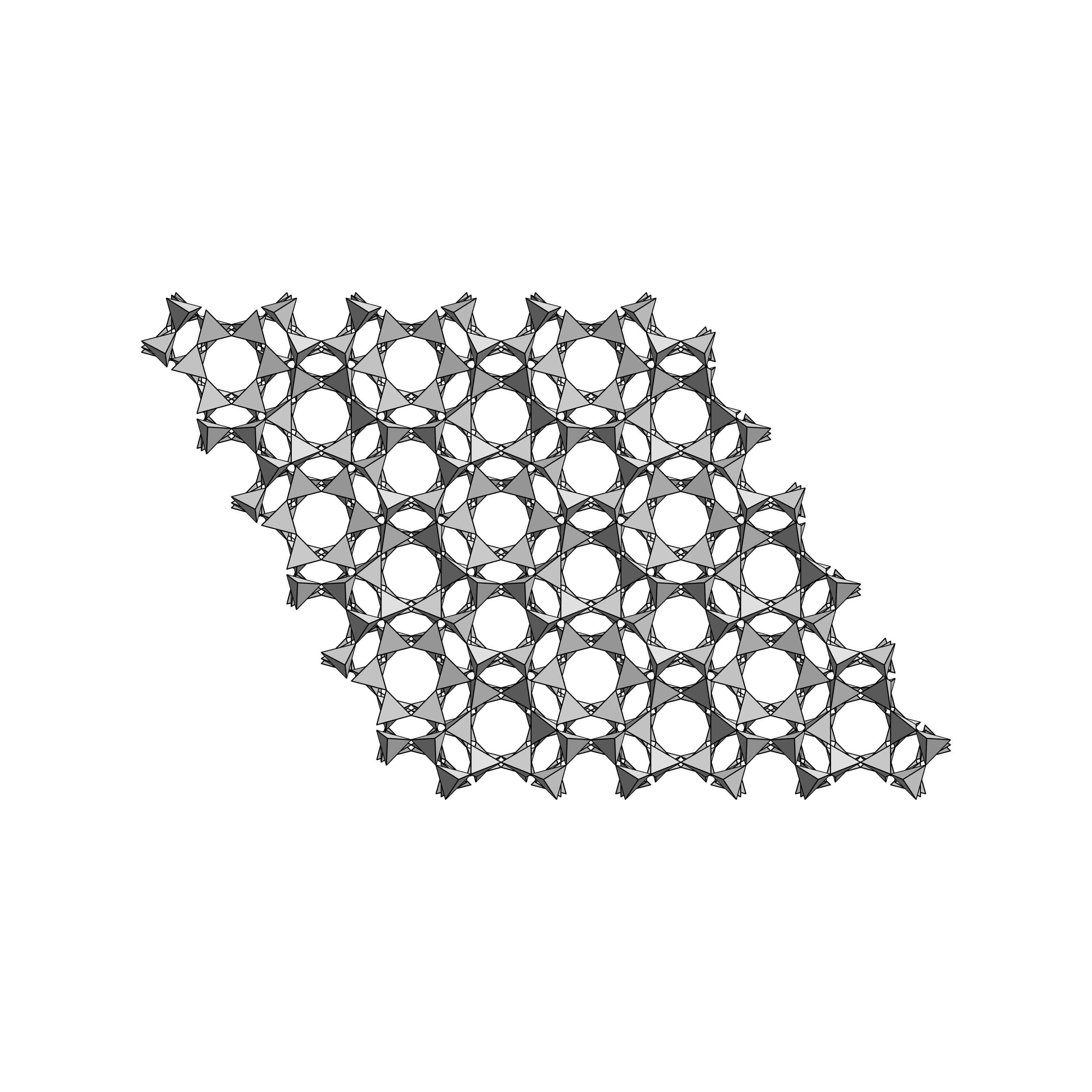
Blick entlang der c-Achse

- 9.GD.05 Gmelinit-Gruppe
- 9.GD.10
- 9.GD.15 Lévyn-Gruppe
- 9.GD.20
- 9.GD.25 Offretit-Gruppe
- 9.GD.30 Faujasit-Gruppe
- 9.GD.35 Mordenit-Gruppe
- 9.GD.40 Dachiardit-Gruppe
- 9.GD.45 Epistilbit-Gruppe
- 9.GD.50 Ferrierit-Gruppe
- 9.GD.55 Bikitait-Gruppe

9.GE Tafeln mit 4-4-1-1 Struktureinheiten

Sililkatgerüst des Heulandit
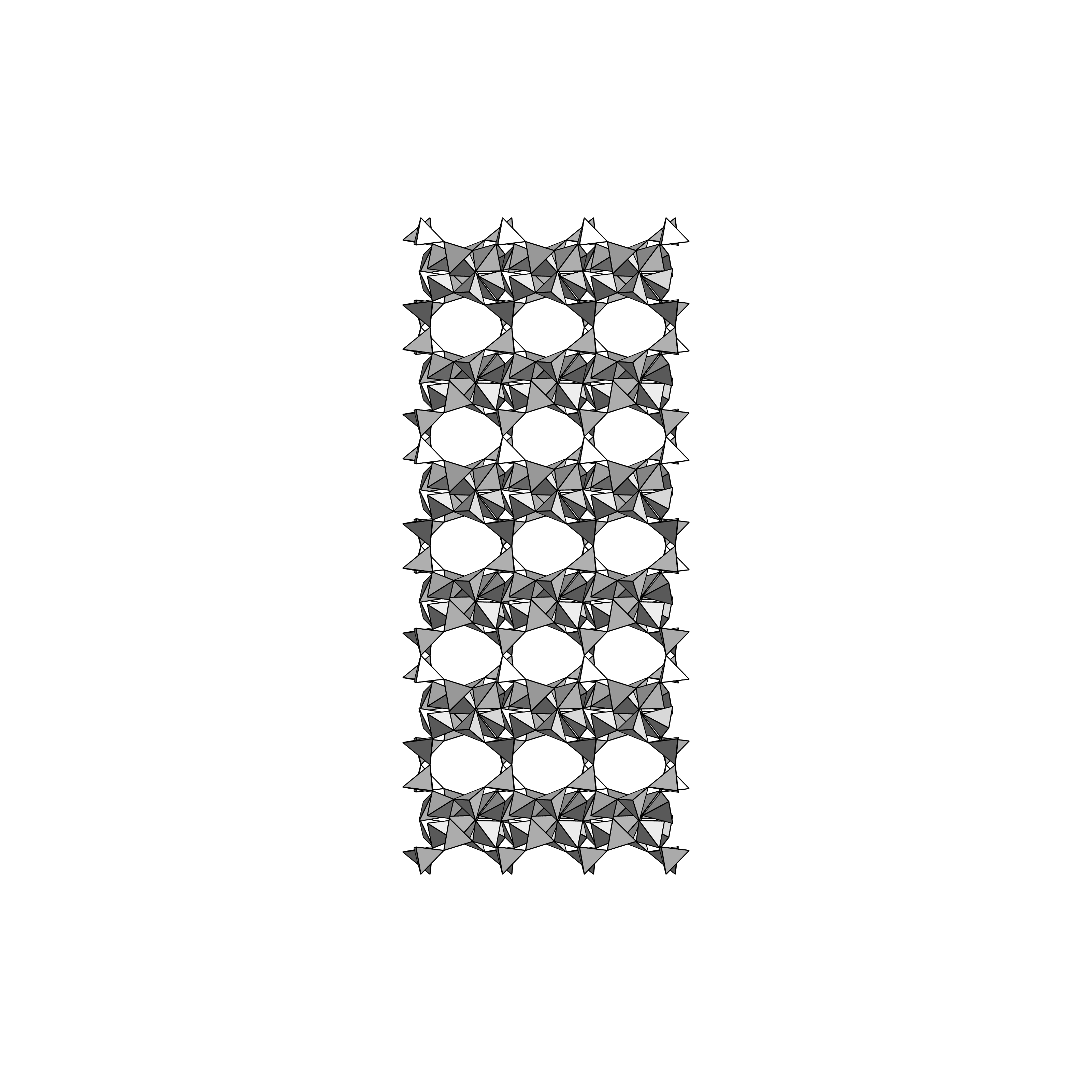
Blick entlang der a-Achse
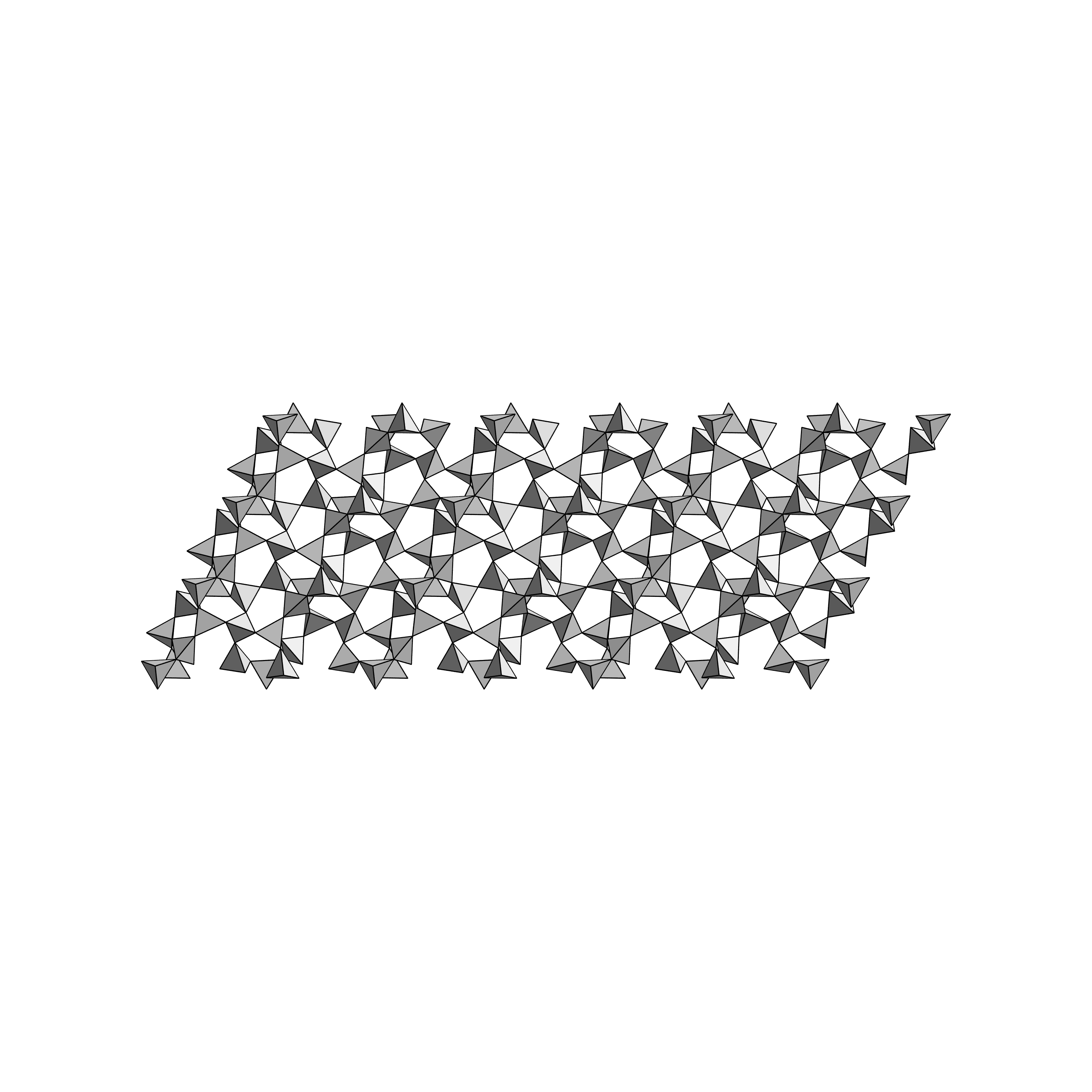
Blick entlang der b-Achse
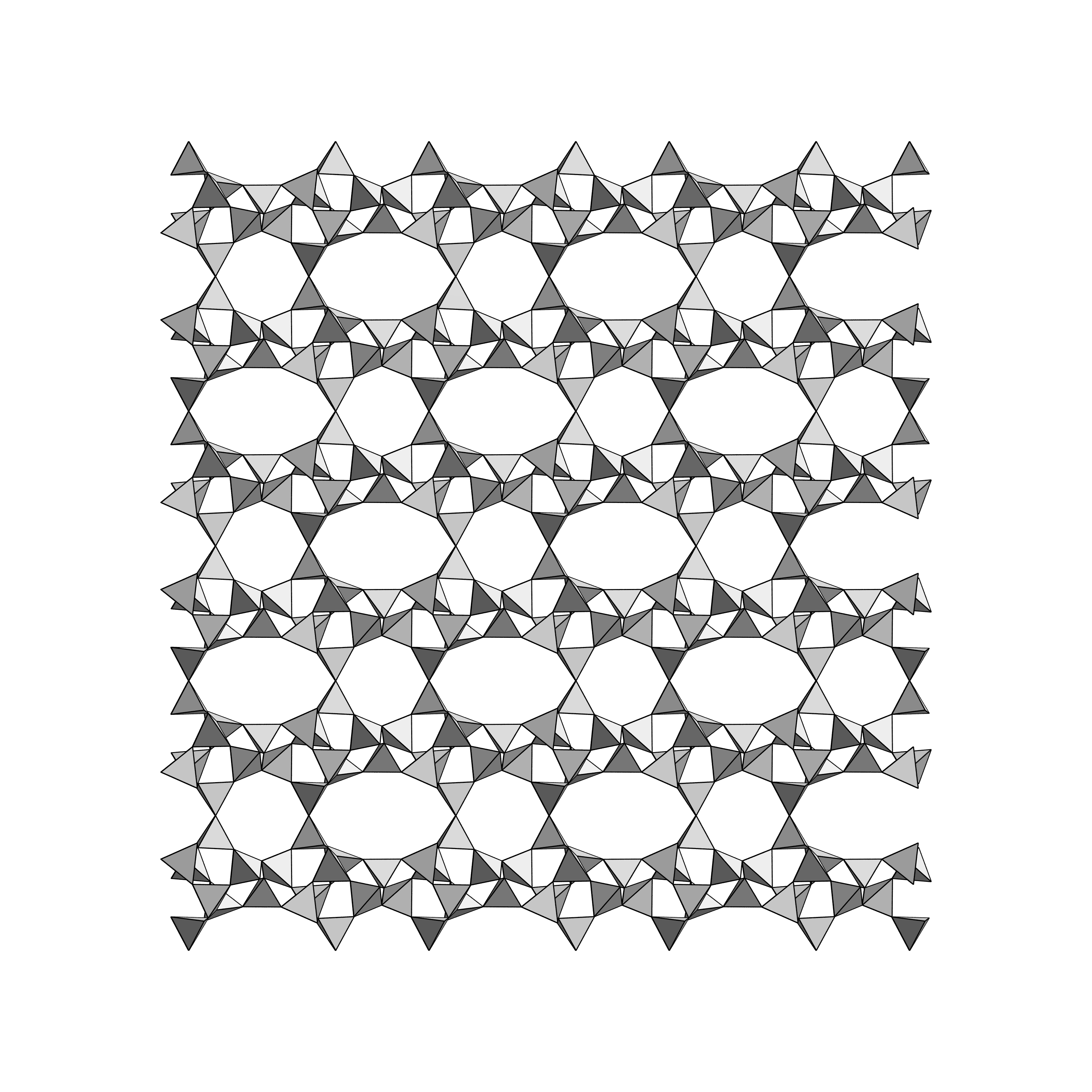
Blick entlang der c-Achse

- 9.GE.05 Heulandit-Gruppe
- 9.GE.10 Stilbit-Gruppe
- 9.GE.15 Stellerit-Gruppe
- 9.GE.20 Brewsterit-Gruppe

9.GF Leucit-Typ-Gerüste

Sililkatgerüst des Gottardiit
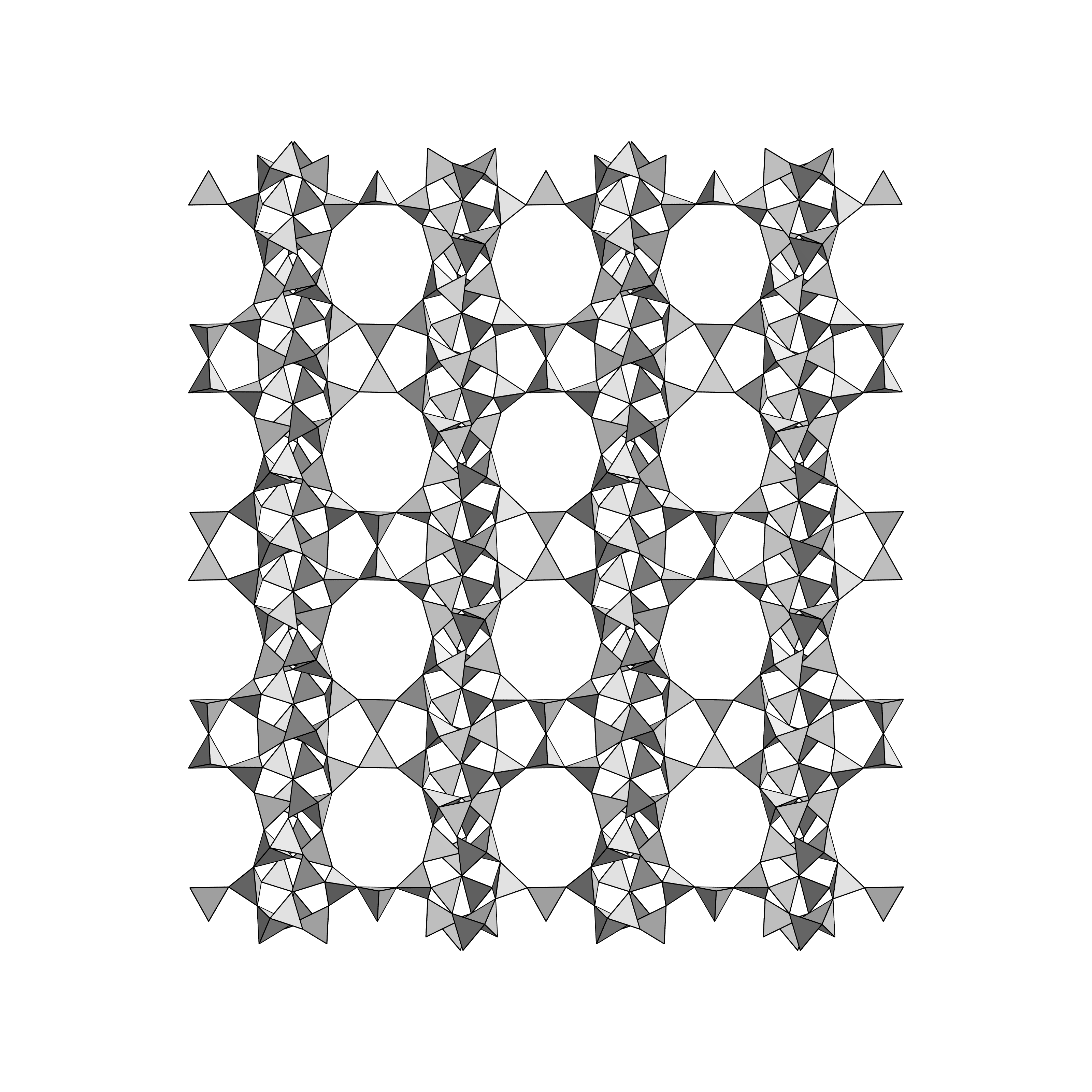
Blick entlang der a-Achse
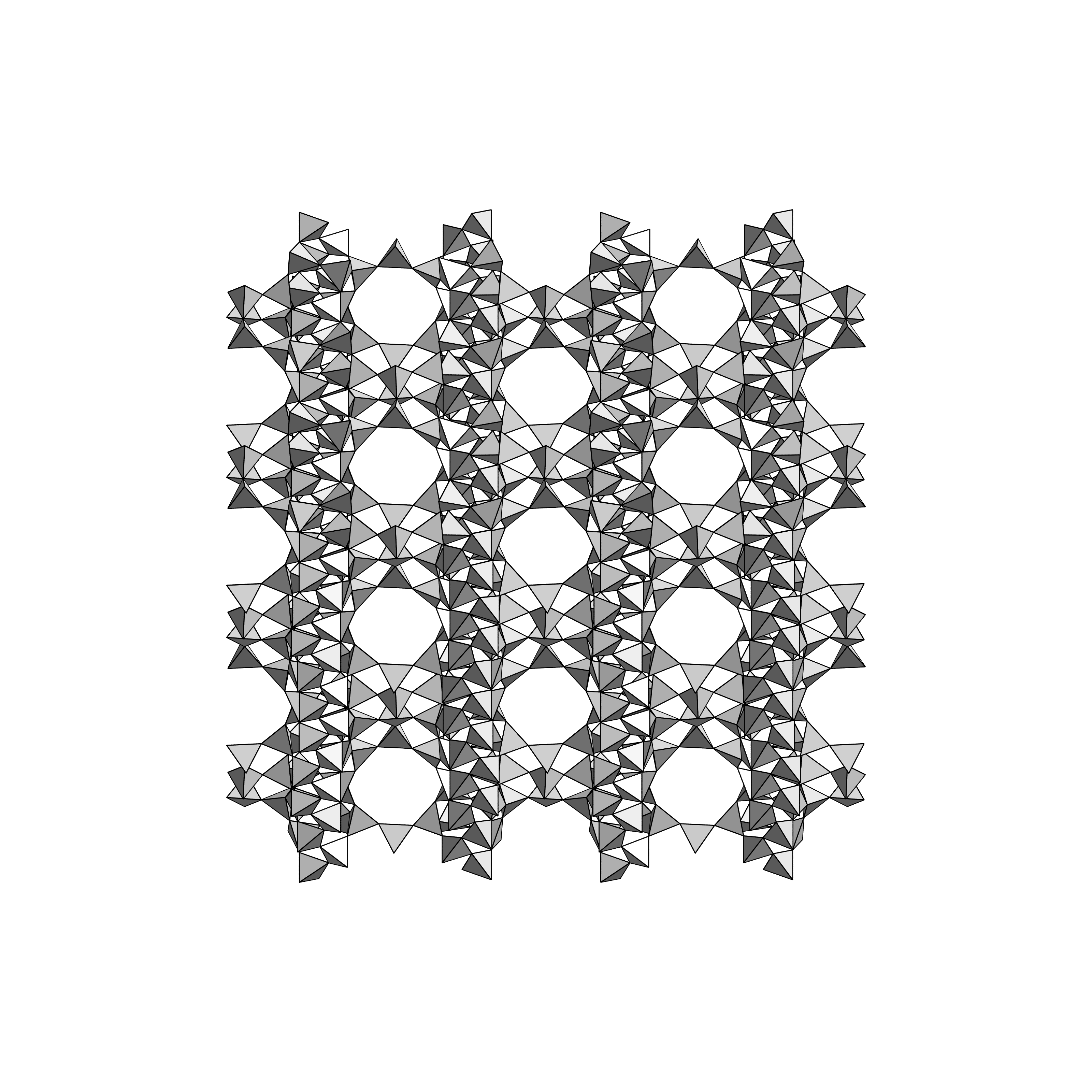
Blick entlang 011-Achse
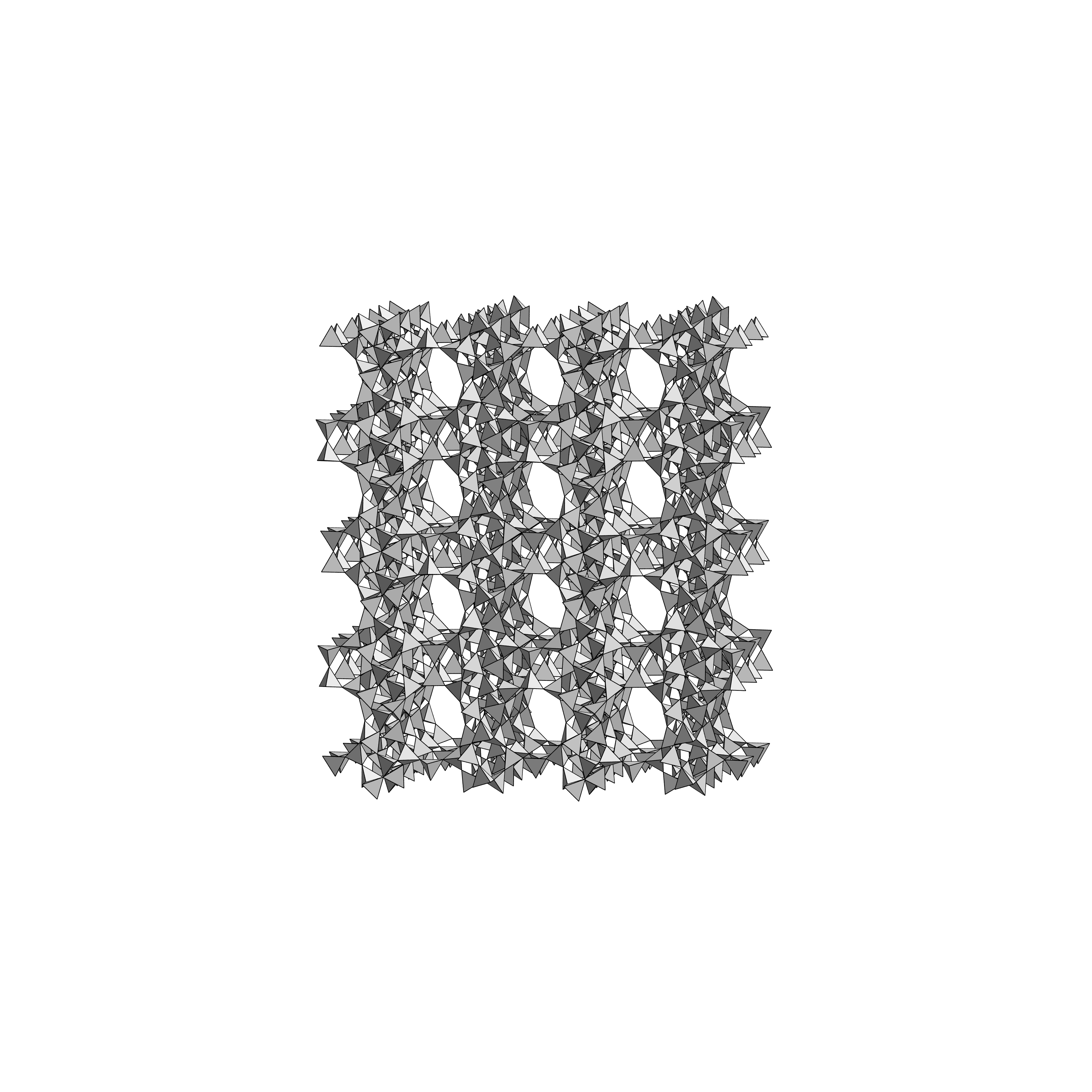
Perspektivische Ansicht

- 9.GF.05 Terranovait-Gruppe
- 9.GF.10 Gottardiit-Gruppe
- 9.GF.15 Lovdarit-Gruppe
- 9.GF.20 Gaultit-Gruppe
- 9.GF.30 Tschernichit-Gruppe
- 9.GF.35 Mutinait-Gruppe
- 9.GF.40 Tschörtnerit-Gruppe
- 9.GF.50 Thornasit-Gruppe
- 9.GF.55 Direnzoit-Gruppe

9.GG Käfige und Doppelkäfige von 4-, 6- und achtfach-Ringen
- 9.GG.05 Cowlesit-Gruppe

9.GH. Unklassifizierte Zeolithe